# Jean Pierre Cornets de Groot van Kraaijenburg
Jean Pierre Cornets de Groot van Kraaijenburg, né à Groningue le 6 avril 1808 et mort à La Haye le 23 juillet 1878, est un homme politique néerlandais.

## Mandats et fonctions
- Secrétaire général par intérim du Ministère des Colonies : 1842-1847
- Membre du Conseil des Indes orientales néerlandaises : 1847-1851
- Ministre des Colonies : 1861
- Membre du Conseil d'État : 1862-1878

## Distinctions
- Chevalier de l'ordre du Lion néerlandais

## Sources
- Jhr. J.P. Cornets de Groot van Kraaijenburg
- Groot van Kraayenburg, Jhr. Johan Pieter Cornets de